# Maniów Wielki

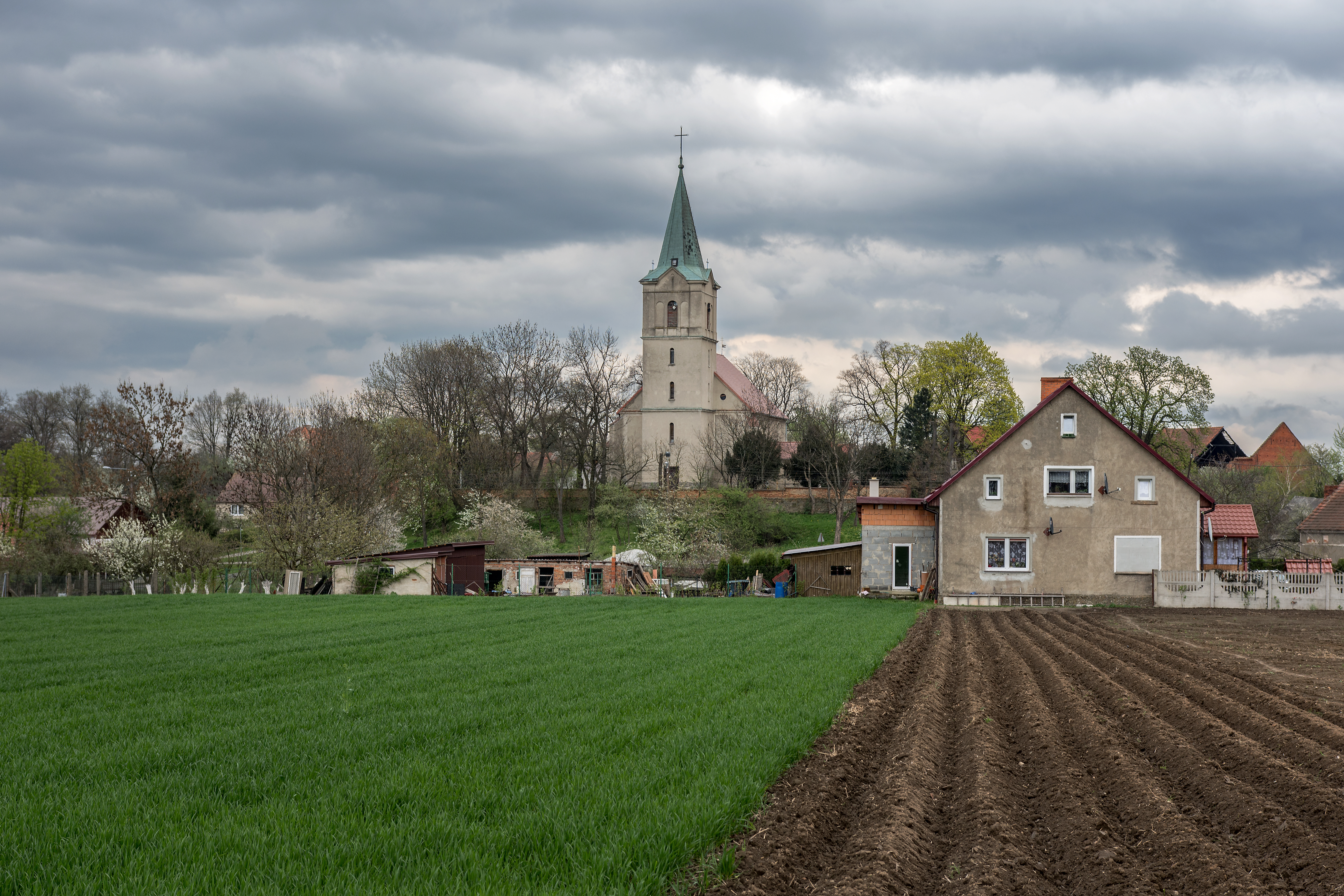
Maniów Wielki

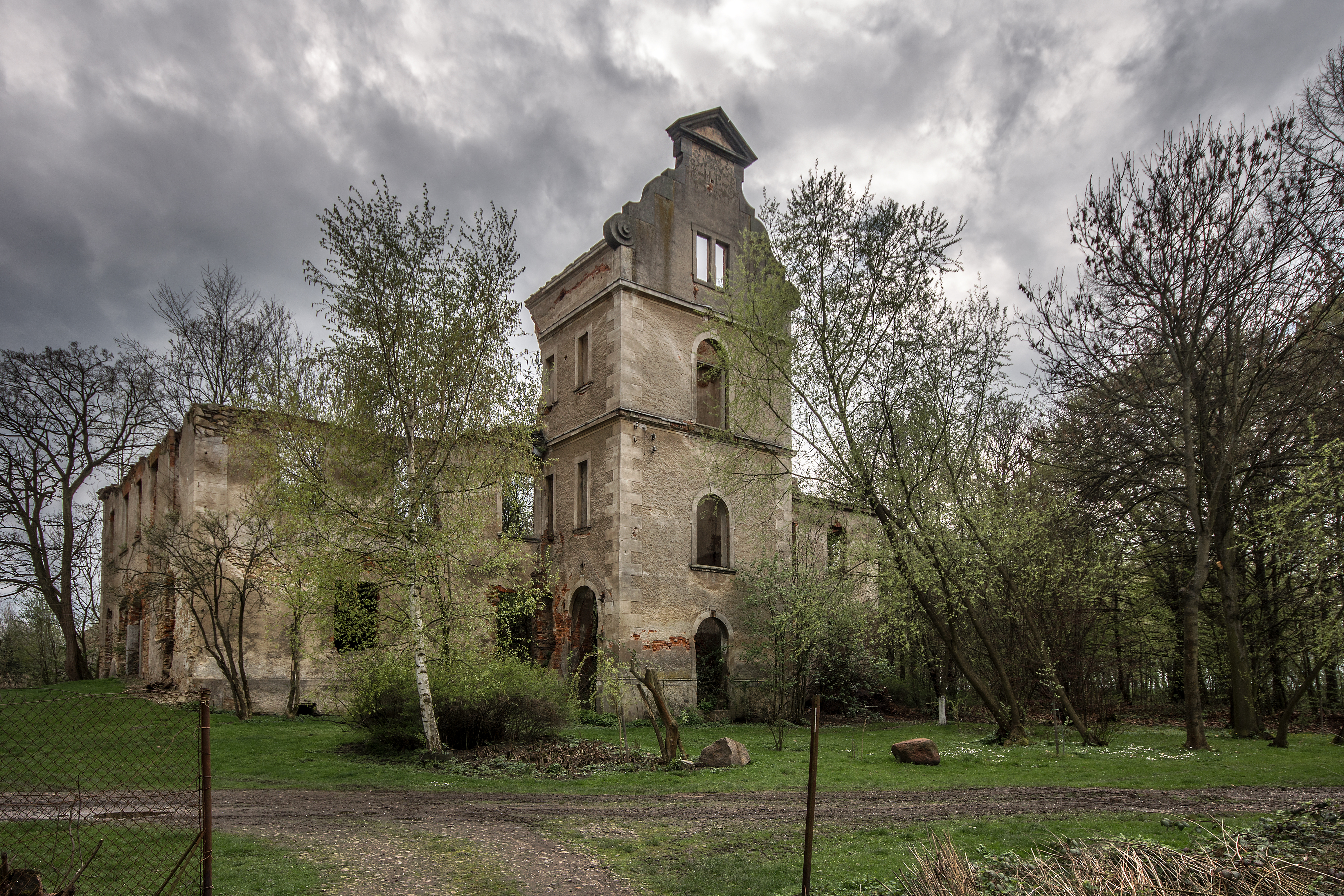
Schlossruine

Maniów Wielki (deutsch Groß Mohnau) ist ein Dorf in der Landgemeinde Mietków (Metkau) im Powiat Wrocławski in der Woiwodschaft Niederschlesien in Polen.

## Lage
Nachbarorte sind Proszkowice (Protschkenhain) im Westen, Milin (Fürstenau) im Norden, Wojnarowice (Wernersdorf) im Südosten. 

## Geschichte
1335 nennt das Register des Apostolischen Nuntius Galhardus die „ecclesia de Manow“. Der Ort wurde 1338 als „Manow“ und 1374 als „Grozen Manow“ erwähnt. Es gehörte von Anfang an zum Herzogtum Schweidnitz, das nach dem Tod des Herzogs Bolko II. von Schweidnitz 1368 erbrechtlich an die Krone Böhmen gefallen war, wobei Bolkos Witwe Agnes von Habsburg bis zu ihrem Tod 1392 ein lebenslanger Nießbrauch zustand. Sie schenkte das Gut ihrem Hofmeister Nikolaus Bolcz. 1409 erhielt es der Patrizier von Schweidnitz Niklas Tscheche, der es 1422 an Tieze von Schindel auf Bögendorf verkaufte. 1486 gehörte es seinem Sohn George von Schindel, 1493 dessen Sohn Hans von Schindel und 1548 Christoph von Schindel. 1568 und 1594 erscheint als Eigentümer Kaspar von Schindel, 1607 Abraham von Borsnitz, 1614 Wolf von Reppisch, 1619 George von Borsnitz, 1626 Christoph von Schindel, 1650 ein Hauptmann Scherz von Pliskowitz und 1694 Kaspar Alexander Baron von Mennich. Die in der Reformationszeit evangelisch gewordene Kirche wurde 1654 rekatholisiert. 
Nach dem Ersten Schlesischen Krieg fiel Groß Mohnau mit dem größten Teil Schlesiens 1741/42 an Preußen. 1785 bestand das Dorf aus einer katholischen Kirche, einem Pfarr- und Schulhaus, einem Vorwerk, acht Bauern, 21 Gärtnern, einem Häusler und 175 Einwohnern. Mitte des 19. Jahrhunderts gehörte Groß-Mohnau einem Oberamtsmann Pohl. 1845 zählte Groß Mohnau 64 Häuser, ein herrschaftliches Vorwerk, 470 Einwohner (197 evangelisch und der Rest katholisch), evangelische Kirche zu Fürstenau, eine katholische Pfarrkirche mit fundiertem Kaplan und Widum unter dem Patronat des Dominiums, eingepfarrt und eingeschult: Berghof, Floriansdorf, Klein- und Wenig- und Protschkenhain, Kiefendorf, verbunden Wernersdorf mit einer Teilkirche; eine katholische Schule mit einem Lehrer und einem Hilfslehrer, eine Roßmühle, 14 Handwerker und drei Krämer. Die Landgemeinde Groß Mohnau gehörte bis 1928 zum Landkreis Schweidnitz und darauf bis 1945 zum Landkreis Breslau. 1874 wurde der Amtsbezirk Groß-Mohnau  gebildet, dem die Landgemeinden Groß Mohnau und Protschkenhain sowie die Gutsbezirke Groß Mohnau und Protschkenhain und die Gemeindeparzellen Fürstenau und die Gutsparzelle Fürstenau eingegliedert wurden.
Als Folge des Zweiten Weltkriegs fiel Groß Mohnau 1945 mit em größten Teil Schlesiens an Polen und wurde in Tymianów und später in Maniów Wielki umbenannt. Die deutsche Bevölkerung wurde – soweit sie nicht schon vorher geflohen war – vertrieben. Die neu angesiedelten Bewohner waren zum Teil Vertriebene aus Ostpolen, das an die Sowjetunion gefallen war. 1975–1998 gehörte Maniów Wielki zur Woiwodschaft Breslau.

## Sehenswürdigkeiten
- Die Römisch-katholische Filialkirche der Unbefleckten Empfängnis Mariens (polnisch Kościół filialny pw. Niepokalanego Poczęcia Najświętszej Marii Panny) wurde 1335 erstmals erwähnt, im 15. Jahrhundert neu erbaut und 1861 umgebaut. Vor 1945 war sie eine römisch-katholische Pfarrkirche.[5]
- Das Schloss Groß Mohnau (Pałac Maniów Wielki) wurde im 16. Jahrhundert im Renaissancestil erbaut und 1893 umgebaut. Nach 1945 wurde es dem Verfall überlassen. Erhalten blieben die Umfassungsmauern, Wirtschaftsgebäude und ein Landschaftspark aus dem 19. Jahrhundert.[6]